# Dimo Kostov
Dimo Kostov (n. 17 martie 1947, Rogozinovo, Harmanli, Haskovo, Bulgaria) este un luptător ce a reprezentat Bulgaria, medaliat olimpic. A participat la o ediție a Jocurilor Olimpice (1976) în care a câștigat o medalie de bronz.

## Participări
Lista de mai jos prezintă principalele competiții la care a participat Dimo Kostov de-a lungul carierei.
- wrestling at the 1976 Summer Olympics – men's freestyle 100 kg[*]